# Abdala Mameri
Abdala Mameri (Araguari, 7 de março de 1925 — Araguari, 28 de novembro de 1998) foi um escritor, historiador e jornalista brasileiro.
No ano de 1988, o araguarino Abdala Mameri escreveu o livro Pelos Caminhos da História: Pessoas, coisas e fatos de Araguari, relatando os fatos históricos que resultaram na emancipação política de sua cidade, ricamente ilustrada com fotos e documentos. Foi fundador da Academia de Letras e Artes de Araguari e seu dirigente por trinta anos. Ocupou a cadeira de número 26 da Academia de Letras do Triângulo Mineiro.
Em 28 de janeiro de 2006, a Academia de Letras inaugurou um busto de Abdala Mameri, em bronze.

## Obra literária

### Poesia
- Repentos e cantos de um cisne branco

### Prosa
- Pelos Caminhos da História: Pessoas, coisas e fatos de Araguari (1988)

## Casa de Cultura Abdala Mameri
A Casa de Cultura Abdala Mameri é uma das sete maravilhas de Araguari. Ela está instalada em um prédio construído no início do século XX, para sediar a cadeia pública e o fórum da cidade. O edifício foi desativado na década de 1970 e reformado na década seguinte, para ser utilizado como um espaço cultural. Abdala Mameri é seu patrono.